# Cimetière de Feriköy
 (mai 2025).
La mise en forme du texte ne suit pas les recommandations de Wikipédia : il faut le « wikifier ».
Les points d'amélioration suivants sont les cas les plus fréquents. Le détail des points à revoir est peut-être précisé sur la page de discussion.
- Les titres sont pré-formatés par le logiciel. Ils ne sont ni en capitales, ni en gras.
- Le texte ne doit pas être écrit en capitales (les noms de famille non plus), ni en gras, ni en italique, ni en « petit »…
- Le gras n'est utilisé que pour surligner le titre de l'article dans l'introduction, une seule fois.
- L'italique est rarement utilisé : mots en langue étrangère, titres d'œuvres, noms de bateaux, etc.
- Les citations ne sont pas en italique mais en corps de texte normal. Elles sont entourées par des guillemets français : « et ».
- Les listes à puces sont à éviter, des paragraphes rédigés étant largement préférés. Les tableaux sont à réserver à la présentation de données structurées (résultats, etc.).
- Les appels de note de bas de page (petits chiffres en exposant, introduits par l'outil «  Source ») sont à placer entre la fin de phrase et le point final[comme ça].
- Les liens internes (vers d'autres articles de Wikipédia) sont à choisir avec parcimonie. Créez des liens vers des articles approfondissant le sujet. Les termes génériques sans rapport avec le sujet sont à éviter, ainsi que les répétitions de liens vers un même terme.
- Les liens externes sont à placer uniquement dans une section « Liens externes », à la fin de l'article. Ces liens sont à choisir avec parcimonie suivant les règles définies. Si un lien sert de source à l'article, son insertion dans le texte est à faire par les notes de bas de page.
- La présentation des références doit suivre les conventions bibliographiques. Il est recommandé d'utiliser les modèles {{Ouvrage}}, {{Chapitre}}, {{Article}}, {{Lien web}} et/ou {{Bibliographie}}. Le mode d'édition visuel peut mettre en forme automatiquement les références.
- Insérer une infobox (cadre d'informations à droite) n'est pas obligatoire pour parachever la mise en page.

Pour une aide détaillée, merci de consulter Aide:Wikification.
Si vous pensez que ces points ont été résolus, vous pouvez retirer ce bandeau et améliorer la mise en forme d'un autre article.
Le cimetière de Feriköy est situé dans le quartier de Feriköy à Şişli, du côté européen d'Istanbul.

## Ceux qui sont enterrés dans le cimetière
- Ahmet Ağaoğlu (1869-1939), homme politique turc d'origine azerbaïdjanaise
- Ahmet Berman (1932-1980) joueur de football turc
- Ahmet Emin Yalman (1888-1972) journaliste et écrivain turc
- Ali Güney (1956-2022) soldat et acteur turc
- Ahmet Mete Işıkara (1941-2013) scientifique et éducateur turc
- Akil Öztuna (1905-1976) soldat et acteur turc
- Ali Sami Yen (1886-1951) Fondateur du Galatasaray Sports Club
- Aydemir Akbaş (1936-2024) acteur turc
- Ayşe Selen (1955-2017) actrice et traductrice turque
- Aziz Basmacı (1910-1978) acteur turc
- Baki Tamer (1924-2004) acteur turc
- Başak Özel (1971-2022) actrice turque
- Birsen Kaplangı (1938-2002) actrice turque
- Bülent Kayabaş (1945-2017) acteur turc
- Celal Yonat (1922-1993) acteur turc
- Cem Atabeyoğlu (1924-2012) écrivain sportif turc
- Cevat Kurtuluş (1922-1992) acteur turc
- Coşkun Kırca (1927-2005) homme politique turc
- Çetin Alp (1947-2004) chanteur turc
- Diler Saraç (1934-2022) actrice turque
- Duygu Sağıroğlu (1932-2023) scénariste et réalisateur turc
- Ekrem Dümer (1928-2000) acteur turc
- Engin İnal (1942-2004) acteur et traducteur turc
- Erol Günaydın (1933-2012) acteur turc
- Ertunç Şenkay (1946-2022) cinéaste turc
- Eylül Cansın (1992-2015) femme transgenre
- Fatma Aliye Topuz (1862-1936) écrivaine et traductrice ottomane
- Fatma Karanfil (1952-2024) actrice turque
- Feridun Buğeker (1933-2014) footballeur turc
- Fuat Köseraif (1872-1949) linguiste turc
- Giray Alpan (1862-1936) acteur turc
- Gönül Akkor (1937-2024) chanteuse turc
- Hıfzı Topuz (1923-2023) journaliste et écrivain turc
- Hülya Tuğlu (1945-2010) actrice turque
- Kadir Savun (1926-1995) acteur turc
- Kadri Aytaç (1931-2003) footballeur turc
- Kayhan Yıldızoğlu (1933-2024) acteur turc
- Kemal Gülçelik (1923-1986) joueur de football turc
- Keriman Halis Ece (1913-2012) Reine de beauté turque
- Kerime Nadir (1917-1984) écrivain turc
- Khosrov bey Sultanov (1879-1943) homme d’État azéri
- Khalil bey Khasmammadov (1873-1945) homme politique et figure publique azerbaïdjanaise
- Metin Çeliker (1948-2001) acteur et doubleur turc
- Mihri Belli (1915-2011) homme politique et écrivain turc
- Mine Mutlu (1948-1990) actrice turque
- Mithat Özer (1902-1940) graphiste turc
- Muadelet Tibet (1918-1989) joueur turc
- Mualla Sürer (1902-1976) actrice turque
- Mustafa Öneş (1935-2017) poète et critique turc
- Mübeccel Namık Behnesavi (1915-1975) deuxième reine de beauté de Turquie
- Özcan Özgür (1934-1995) acteur turc
- Rengin Arda (1940-2009) actrice turque
- Reha Yurdakul (1926-1988) acteur turc
- Saltuk Kaplangi (1932-2010) acteur turc
- Safa Önal (1930-2023) scénariste, réalisatrice et auteure turque
- Salah Birsel (1919-1999) poète et essayiste turc
- Sami Frashëri (1850-1904) écrivain, encyclopédiste et lexicographe albanais
- Sohban Koloğlu (1918-2000) acteur et directeur artistique turc
- Suat Taştan (1954-2023) footballeur turc
- Süreyya Duru (1930-1988) réalisatrice et productrice turque
- Süleyman Seba (1926-2014) ancien président du club sportif Beşiktaş
- Tunç Yalman (1899-1982) acteur et joueur d'ombre turc
- Talat Gözbak (1918-1986) acteur et réalisateur turc
- Talia Saltı (1899-1971) actrice turque
- Tunç Yalman (1925-2006) acteur de théâtre turc
- Turgut Özatay (1927-2002) acteur turc
- Ülkü Özen (1951-1995) actrice turque
- Ünal Gürel (1935-2002) acteur et doubleur turc
- Vahi Öz (1911-1969) acteur turque
- Yavuz Durmuş Taner (1949-1990) compositeur et chanteur turc
- Yavuzer Çetinkaya (1948-1992) acteur et écrivain turc
- Yılmaz Duru (1929-2010) acteur, réalisateur et producteur turc
- Yılmaz Tatlıses (1945-2018) chanteur et compositeur turc
- Zafer Önen (1921-2013) acteur et doubleur turc